# Чукля
Чукля (Чукля-Вож) — река в Пермском крае России, протекает по территории Усть-Черновского и Серебрянского сельских поселений Гайнского района. Левый приток реки Ручь.

## Морфометрия
Длина реки составляет 18 км.
Вблизи устья ширина Чукли достигает 5 метров, а глубина — 1 м.

## Гидрография
Начало берёт на высоте 208 метров над уровнем моря в болотистой, лесной местности на западе Усть-Черновского сельского поселения у границы Серебрянского сельского поселения. От истока первые 4 км течёт на северо-восток, заходя на территорию Серебрянского сельского поселения, затем поворачивает на северо-запад и возвращается на территорию Усть-Черновского сельского поселения, в месте впадения Ыджидвожа сворачивает на восток и в 3 км от устья преобладающим направлением течения становится север. На всём протяжении течёт по лесной, большей частью болотистой местности с преобладанием ели, сосны и берёзы. Впадает в Ручь (приток Весляны) в 16 км от устья, на высоте 157,4 м над уровнем моря.

### Притоки
Основным притоком Чукли является река Ыджидвож, впадающая в неё по правому берегу в 6,1 км от устья.

## Данные водного реестра
По данным государственного водного реестра России относится к Камскому бассейновому округу, водохозяйственный участок реки — Кама от истока до водомерного поста у села Бондюг, речной подбассейн реки — бассейны притоков Камы до впадения Белой. Речной бассейн реки — Кама.
Код объекта в государственном водном реестре — 10010100112111100001532.